# Hroznata (probošt)
Hroznata, lat. Groznata (asi 1. pol. 12. století – 1157) byl proboštem dvou kapitul, a to kapituly mělnické v letech 1146–1148 a kapituly litoměřické v letech 1148–1157.

## Život
Pocházel snad ze starobylého rodu Gutštejnů (hrad Gutštejn u Bezdružic na Plzeňsku). Bývá zaměňován s blahoslaveným Hroznatou, který se ovšem narodil kolem roku 1160, tedy až po smrti tohoto probošta Hroznaty. Oba však patří k rodu pánů z Gutštejna.
Dochované zprávy o proboštu Hroznatovi jsou neúplné. Uvádějí, že Hroznata z Gutštejna podporoval premonstrátský řád a v letech 1146–1148 se stal proboštem mělnickým. Poté přišel jako v pořadí 6. probošt do litoměřické kapituly, kde působil nejméně do roku 1157. Soupis litoměřických proboštů ho sice uvádí, ale v archivu litoměřické kapituly se nenašel žádný další dokument, který by jeho působení v této kapitule potvrzoval. Litoměřickým proboštem by mohl být nejpozději do roku 1159, kdy je již doložen jeho nástupce Domicilián (Domicián). Literatura většinou uvádí datum jeho úmrtí v roce 1157.